# Steppa di Kulunda

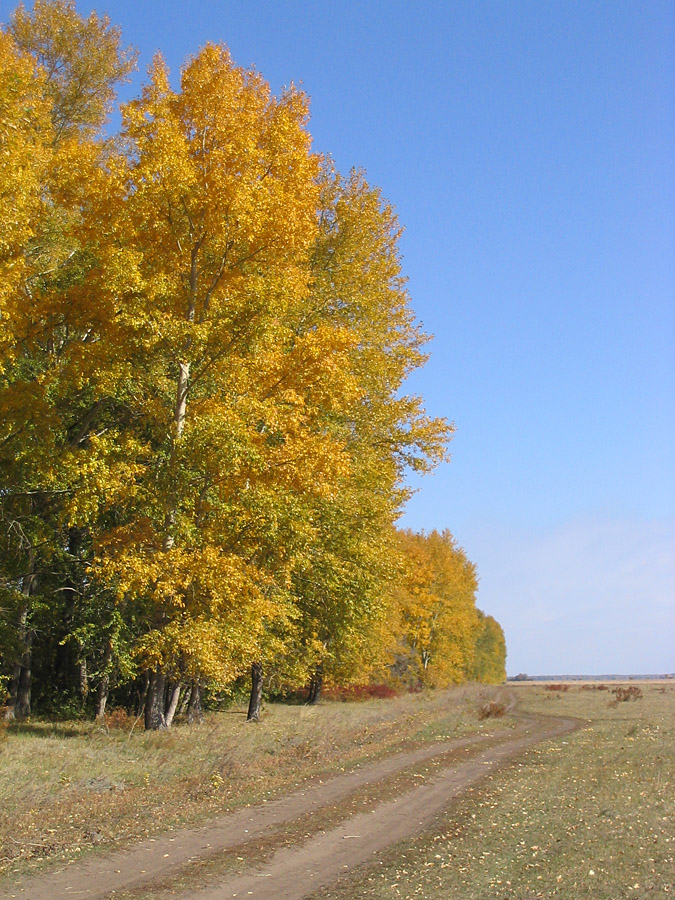
Alberi frangivento nella steppa di Kulunda.

La steppa di Kulunda (in russo: Кулундинская степь, Kulundinskaja step), nota anche come pianura di Kulunda (in russo: Кулундинская равнина, Kulundinskaja rawnina o semplicemente Kulunda) è una regione situata nella parte sud-orientale del bassopiano della Siberia occidentale tra l'Ob e l'Irtysh in Russia e Kazakistan.

## Geografia
È una steppa ondulata che si estende su una superficie di circa 100.000 km². Comprende il settore occidentale del territorio russo dell'Altaj e, in misura minore, quello orientale della regione kazaka di Pavlodar, ed è compresa tra la steppa di Baraba a nord e i contrafforti degli Altaj a sud e a sud-est. Nella parte centrale la steppa di Kulunda ha un'altitudine compresa tra i 100 e i 120 m sul livello del mare, mentre ai suoi margini orientali e meridionali sale fino a 200-250 m.
Il paesaggio della steppa di Kulunda è caratterizzato da una serie di elevazioni allungate, parallele tra loro ed estese in direzione nord-est/sud-ovest, che sporgono sul paesaggio circostante per 50-60 m: queste sono note con il nome di griwy (singolare: griwa). Nelle valli che si estendono tra queste elevazioni scorrono verso occidente fiumi come il Kuchuk, il Kulunda e il Burla, fino a quando non disperdono le loro acque in laghi salati. Tra questi ultimi vi sono laghi di solfuro di sodio, come il lago di Kulunda e il lago di Kuchuk, laghi di soda come il lago di Petukhovo o laghi di cloruro di sodio.
Nel settore nord-occidentale della steppa di Kulunda si trova il distretto nazionale dei Tedeschi di Russia di Halbstadt.

## Clima
La steppa di Kulunda è caratterizzata da un clima continentale relativamente arido, con temperature medie mensili che variano dai -17-19 °C di gennaio ai 19-22 °C di luglio, con precipitazioni annuali di appena 250-300 mm.

## Vegetazione
Nella steppa di Kulunda domina una vegetazione di tipo steppico, mentre nella sua parte nord-occidentale prevalgono i suoli di chernozem. Le alture parallele sono coperte da boschi di pini e, in misura minore, da boschi misti di betulle e pioppi tremuli. Queste aree boscose che si estendono in alcune zone anche per varie centinaia di chilometri vengono chiamate «fasce forestali» (in russo ленточные боры, lentotschnyje bory).

## Economia
La steppa di Kulunda è una delle aree agricole più importanti della Siberia. Vi si coltivano principalmente cereali (in particolare grano tenero) e piante industriali. La coltivazione della steppa di Kulunda su larga scala ha avuto inizio nella seconda metà del XIX secolo. A causa dell'aridità del clima, tuttavia, a volte è necessaria l'irrigazione dei terreni. A tal fine è stato costruito il canale di Kulunda.